# Ernesto Galli
Ernesto Galli (Venezia, 25 luglio 1945 – Vicenza, 29 novembre 2020) è stato un calciatore e allenatore di calcio italiano, di ruolo portiere.
Trascorse la parte più importante della carriera tra Brescia e Vicenza, ma il suo lancio nella massima serie è legato alla SPAL a poco più di vent'anni.
È morto a 75 anni nel 2020 per complicazioni legate al COVID-19.

## Carriera

### Giocatore

Galli in azione al L.R. Vicenza

Come calciatore, nel ruolo di portiere, giocò nel L.R. Vicenza dal 1975 al 1979, e di nuovo nella stagione 1980-1981. Partecipò alla promozione in Serie A della formazione berica nell'annata 1976-1977 e al secondo posto nella stagione successiva, quella del cosiddetto Real Vicenza. In totale sono 137 le sue apparizioni in maglia biancorossa.

### Allenatore
Allenò il L.R. Vicenza nelle prime giornate del campionato di Serie C1 nella stagione 1988-1989, venendo esonerato dopo poche partite e richiamato in panchina nelle ultime gare, conquistando la salvezza in una drammatica partita pareggiata allo scadere contro il Trento grazie a un rigore procurato da Aldo Cantarutti e segnato da Fausto Pizzi. Per molti anni è poi stato l'allenatore in seconda dello stesso Vicenza.

## Palmarès

### Giocatore

#### Competizioni nazionali
- Campionato italiano di Serie B: 1

L.R. Vicenza: 1976-1977

#### Competizioni internazionali
- Coppa Mitropa: 1

Udinese: 1980